# Yūsaku Maezawa
Yūsaku Maezawa (前澤 友作, Maezawa Yūsaku), né le 22 novembre 1975, dans la préfecture de Chiba, est un entrepreneur milliardaire, collectionneur d'art et touriste spatial japonais. Il fonde l'entreprise Start Today en 1998 et lance en 2004 le site de vente en ligne Zozotown, qui est aujourd'hui le plus important de son secteur au Japon. Plus récemment, Maezawa a lancé une marque de vêtements sur mesure, ZOZO, et un système création textile sur mesure à domicile, ZOZOSUIT, en 2018. En mai 2017, le magazine Forbes estime que sa fortune s'élève à 3,6 milliards de dollars et qu'il est la 14e personne la plus riche du Japon.
Le 8 décembre 2021, Yūsaku Maezawa décolle de Baïkonour à bord du vaisseau russe Soyouz MS-20 pour rejoindre la Station spatiale internationale pour une durée de 12 jours.
Il compte aussi participer à la mission de tourisme spatial #dearMoon project, comprenant un survol de la Lune dans un vaisseau spatial Starship de SpaceX, prévue pour 2023, en compagnie de six à huit artistes de son choix, dont il finance toutes les places. Le 12 septembre 2019, Yūsaku Maezawa annonce sa démission du poste de PDG de ZOZO afin de s'entraîner pour sa mission spatiale. Il revend 30% de ses parts de son entreprise à Yahoo Japan.

## Jeunesse
Maezawa a commencé à fréquenter le lycée Waseda Jitsugyo en 1991. Avec ses camarades de classe, il y a formé le groupe de rock Switch Style, dont il était le batteur. Le groupe a sorti son premier maxi (EP) en 1993. Après avoir obtenu son diplôme de fin d'études secondaires, il choisit de ne pas aller à l'université et part aux États-Unis avec sa petite amie. Il y collectionne alors les CDs et les enregistrements. De retour au Japon en 1995, sa collection d'albums devient la base de sa première entreprise, qui vend des albums et des CD importés par la poste.

## Création d'entreprises
En 1998, il fonde la société Start Today, qui vend des CDs et des albums par correspondance. La même année, son groupe signe des accords avec le label BMG Japan. En 2000, Start Today devient le site de vente en ligne le plus populaire dans son domaine et étend son secteur d'activité à la vente de vêtements. Start Today ouvre le site de vente au détail de vêtements Zozotown en 2004. Six ans plus tard, Start Today devient une société cotée à la  bourse de Tokyo, inscrite à l'indice "Mothers".
En 2016, Maezawa lance ZOZO, une marque de vêtements sur mesure en ligne, dans plus de 72 pays.
En 2017, Maezawa est nommé en France Officier de l'ordre des Arts et des Lettres le 21 avril 2017 par la ministre de la culture Audrey Azoulay, le titre est remis par Jack Lang,.
En 2018, son entreprise Zozo affiche un chiffre d'affaires de 2,3 milliards d'euros et prévoit de lancer sa ligne de vêtements sur le marché européen en 2019. Selon Forbes, il est la 18e fortune du Japon .
En septembre 2019, il démissionne de son poste de PDG de Zozo. Il vend la majeure partie de sa participation à Yahoo Japan pour un montant de 2,3 milliards de dollars.

## Fondation d'art contemporain
Maezawa est le créateur d'une Fondation d'art contemporain basée à Tokyo, qu'il a créée en 2012 dans le but de « soutenir les jeunes artistes en tant que pilier de la prochaine génération d'art contemporain ». Sa fondation accueille deux expositions de collections par an. En mai 2016, Maezawa a attiré l'attention des médias avec un prix d'achat record de 57,3 millions de dollars pour une œuvre non nommée de Jean-Michel Basquiat, et a battu un nouveau record en mai 2017 avec une vente à 110,5 millions de dollars pour une œuvre du même artiste. Lors de cette même vente aux enchères de 2016, Maezawa a acheté sur deux jours des œuvres des artistes Bruce Nauman, Alexander Calder, Richard Prince et Jeff Koons pour un montant total de 98 millions de dollars. Maezawa prévoit d'ouvrir un musée d'art contemporain à Chiba, au Japon, qui abriterait sa collection personnelle.

## Récompenses
- 2008 : "Prix de l'entrepreneur" décerné par le 10e réseau d'entrepreneurs (第10回企業家ネ) du Japon.
- 2011 : Grand prix de l'Économie des Affaires du Japon (Venture Business)[16].
- 2012 : Prix des Hommes de l'année 2012 par le magazine QG Japan [17]
- 2017 : Nommé Officier de l'ordre des Arts et des Lettres par la ministre de la culture Audrey Azoulay[10].

## Tourisme spatial
Le 18 septembre 2018, il annonce son intention de faire partie de la mission #dearMoon project visant à faire un vol habité dans l'espace, comprenant un survol de la Lune dans un vaisseau spatial Starship de SpaceX, en compagnie de huit artistes de son choix. Le voyage devait avoir lieu en 2023 mais Maezawa l'annule en 2024.
Yūsaku Maezawa décide d'effectuer un premier vol spatial et achète donc les deux places disponibles pour le tourisme spatial du vol Soyouz MS-20, une mission vers la Station spatiale internationale, pour lui-même et son assistant Yozo Hirano, comme annoncé en mai 2021 par l’agence spatiale russe Roscosmos qui met les deux hommes sur orbite en décembre 2021.

## Vie privée
Maezawa s'est marié une fois et a divorcé. De l'union est né un enfant. Il a eu une relation avec l'actrice et modèle Saeko (en).